# Maison Hénault
Maison Hénault, logis à pignon du XIVe siècle, construit en ville haute de Le Blanc, sur la rive gauche de la Creuse, dans le département français de l'Indre en région Centre-Val de Loire.
La maison est inscrite Monument historique en 1928.

## Histoire
Logis à pignon du XIVe siècle
La façade s'ouvre par une porte sculptée à colonnettes et arc en accolade, flanquée d'une large baie cintrée, ornée également de colonnettes.
Dans la cave, présence d'un souterrain du XIe ou XIIe siècle.
Selon la tradition, Jean le Bon aurait passé la nuit précédant la bataille de Poitiers (1356) dans cette maison.